# Bolygó tarlósáska
A bolygó tarlósáska (Chorthippus vagans) a sáskafélék családjába tartozó, Eurázsiában honos sáskafaj.

## Megjelenése
A bolygó tarlósáska testhossza a hím esetében 13-16 mm, a nőstény 18-22 mm. Kis termetű, karcsú alkatú sáskafaj. Alapszíne szürkésbarna, inkább egyszínű, csak kevéssé foltos. A potrohvég felül narancspiros, a hímek esetében jóval intenzívebben. A hallónyílás ovális, kb. kétszer olyan hosszú mint széles. A torpajzs élei mérsékelten befelé hajlottak; hátsó, széttartó részén világos csík látható, amit feketés szegély hangsúlyoz. A keskeny szárny eléri vagy túlhaladja a hátsó térdet. A térd körül nincs világos gyűrű. A lábszár és a comb alja sárga vagy narancssárga színű.
Éneke közepesen erős, reszelésszerű ciripelés, amely 15-20 másodpercig tart és közben fokozatosan erősödik. Egy strófán belül a cirpelések között néha nagyon rövid (kevesebb mint fél másodperc) szüneteket tart. 

### Hasonló fajok
A közönséges tarlósáska, a zengő tarlósáska és a halk tarlósáska külsőre hasonlít hozzá, de hallónyílásuk keskenyebb. 

## Elterjedése
Eurázsiában honos az Ibériai-félszigettől egészen Dél-Szibériáig. Északon Dél-Angliáig és Dániáig hatol. Magyarországon szórványosan fordul elő, elsősorban a domb- és hegyvidékeken. 

## Életmódja
A száraz és meleg gyepek, sziklalejtők, erdőszélek, tisztások, ritkás erdők lakója. Főleg füvekkel, kisebb mértékben mohákkal, zuzmókkal táplálkozik.  
Kifejlett egyedeivel június végétől októberig találkozhatunk. A nőstény napos, vegetáció nélküli helyeken a talajba vagy mohapárnákba rakja petéit. Az áttelelő petékből május elején kelnek ki a lárvák, amelyek 4-szer vedlenek. 

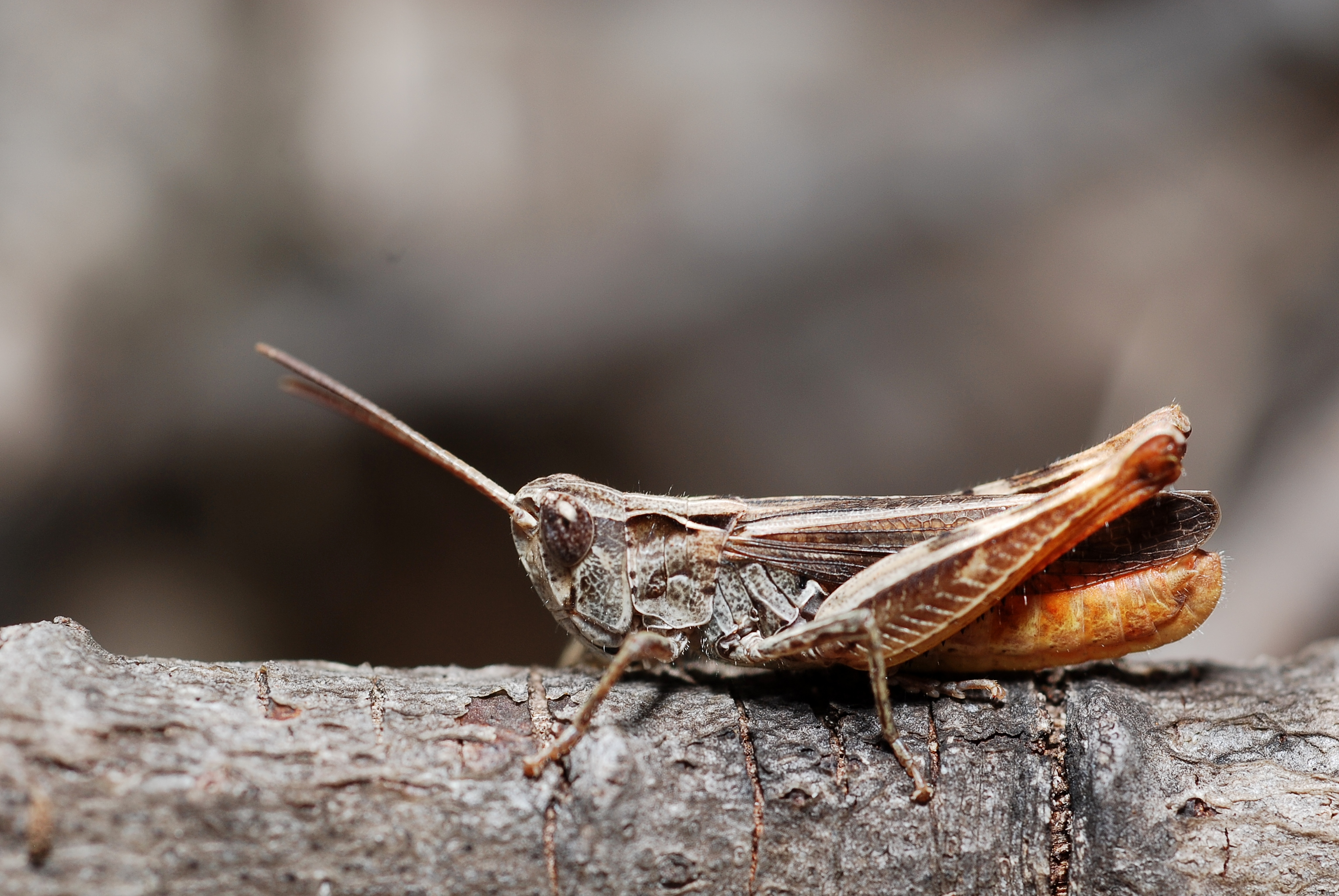
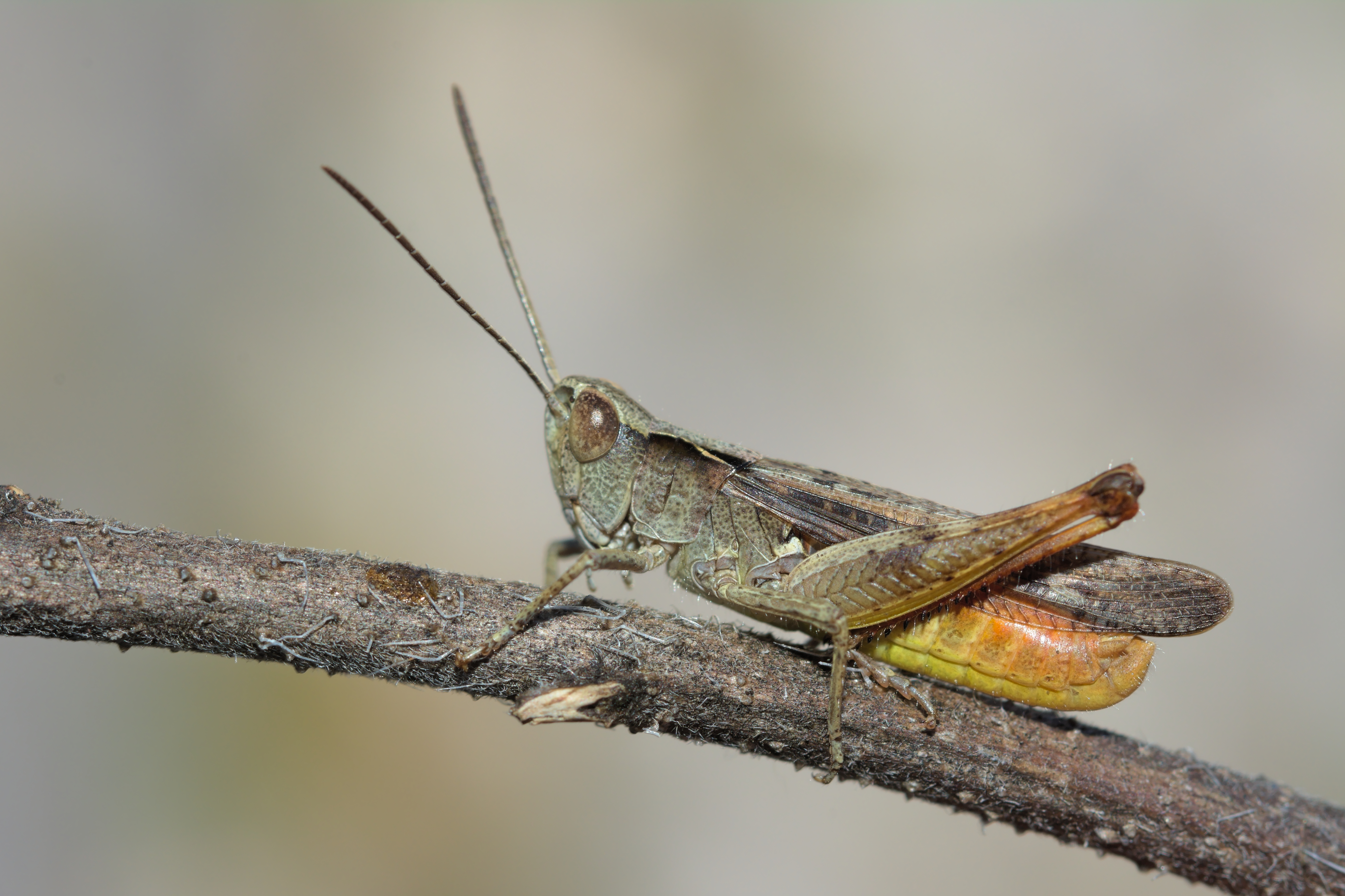
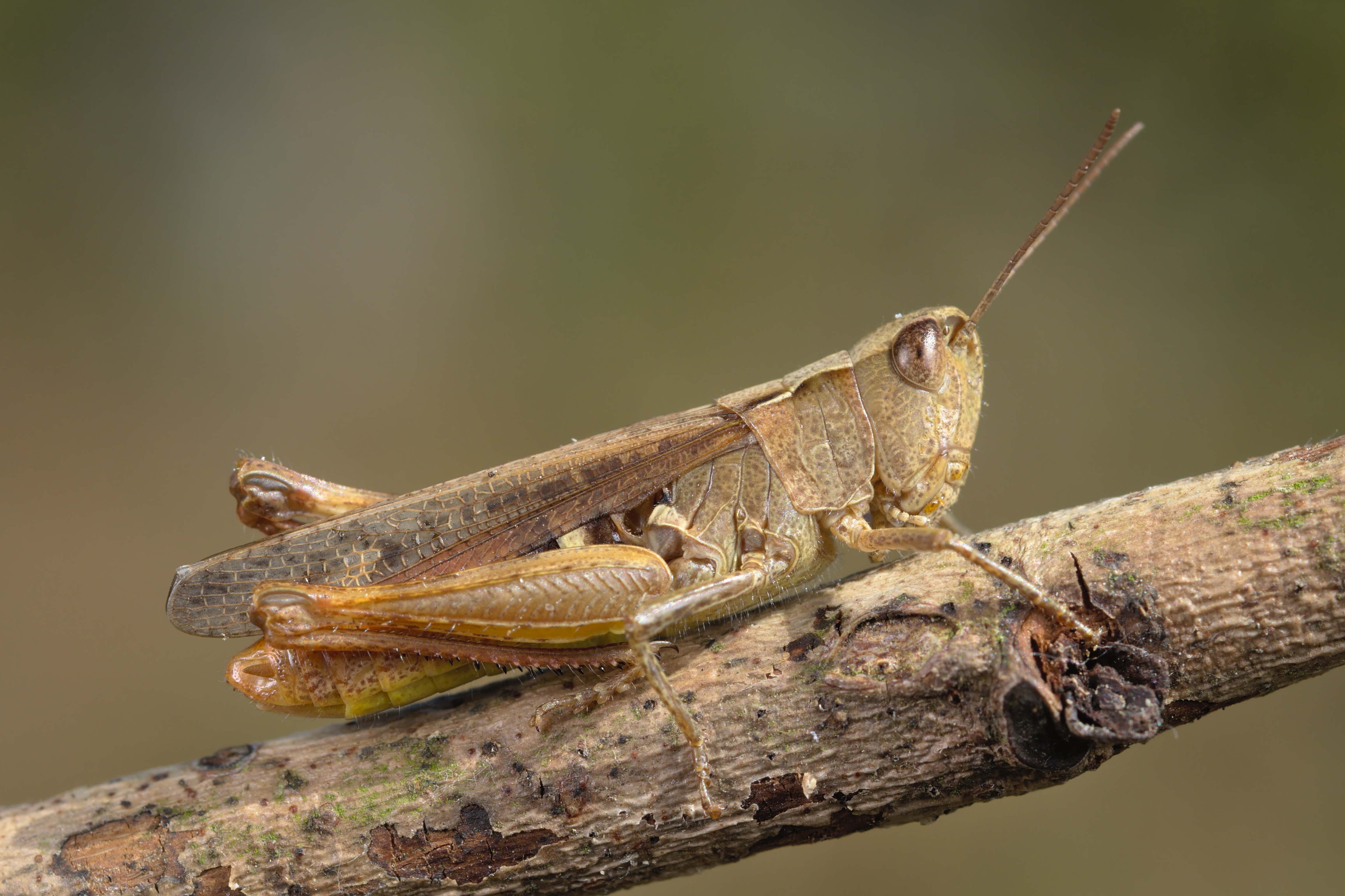
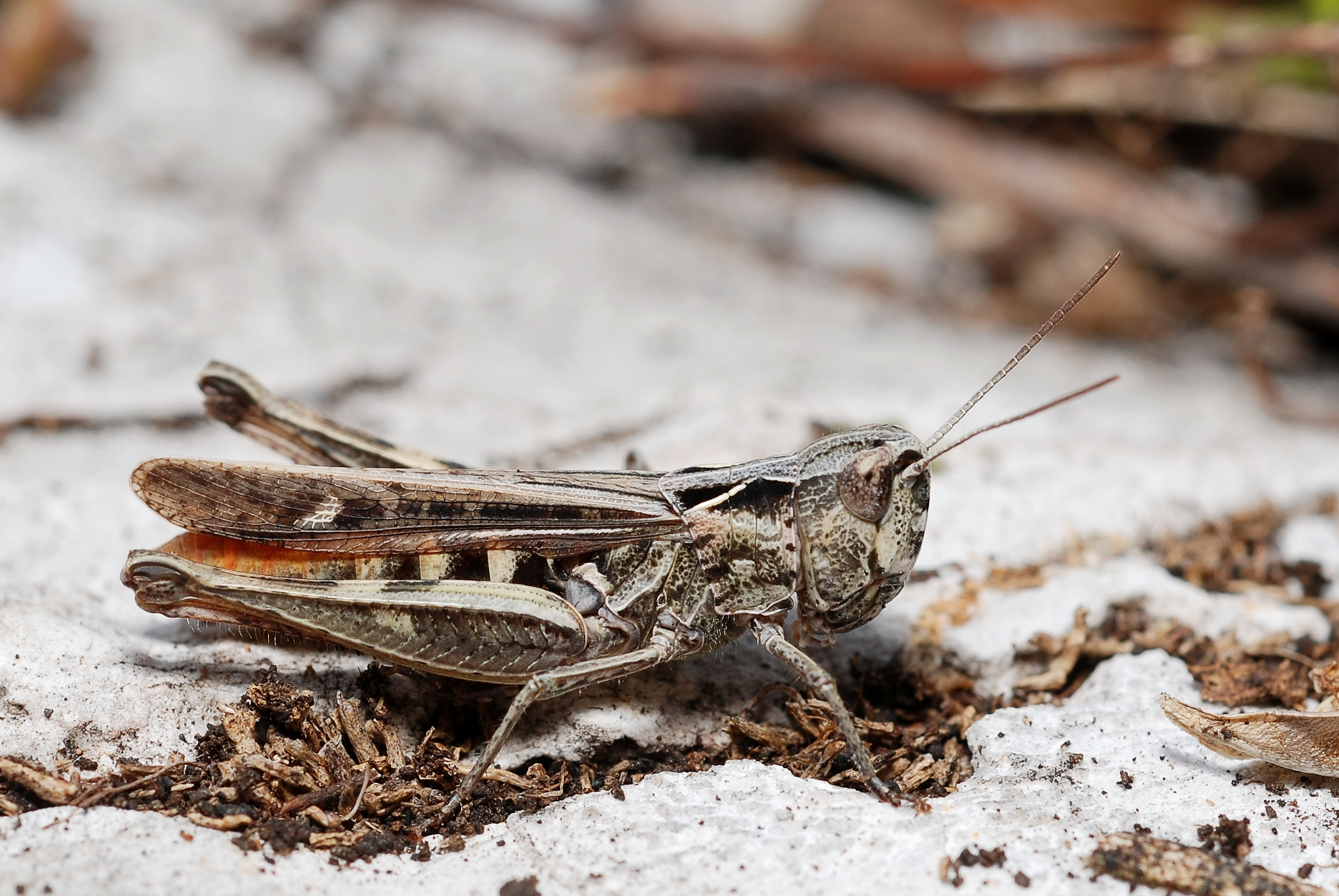
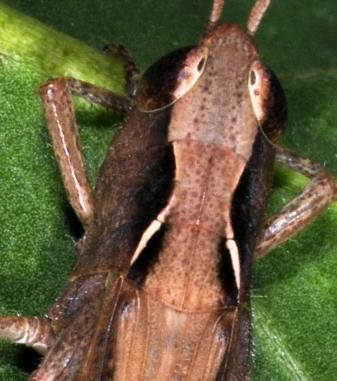

Magyarországon nem védett.